# Eduardo Sepúlveda
Pour les articles homonymes, voir Sepúlveda.
Eduardo Sepúlveda, né le 13 juin 1991 à Rawson, est un coureur cycliste argentin, membre de l'équipe Lotto-Dstny.

## Biographie

### Jeunesse et carrière amateur
En 2008, Eduardo Sepúlveda devient champion d'Argentine du contre-la-montre juniors puis en 2011 en espoirs et remporte la 3e étape de la Doble Crespo cette même année. Aux Jeux panaméricains de Guadalajara il est médaillé de bronze de la poursuite par équipes.
En 2012, lors du championnat panaméricain de contre-la-montre, il se classe troisième de la compétition. Il obtient ainsi le bronze dans la catégorie Élite et le titre dans la catégorie Espoir. Stagiaire au Centre mondial du cyclisme, il remporte trois victoires en France : le Prix Europe Environnement, la 2e étape en contre-la-montre du Tour du Jura et la 4e étape du Tour de Franche-Comté. Il termine également 2e du ZLM Tour et 5e de la Coupe des nations Ville Saguenay. Ses bons résultats lui permettent d'être engagé comme stagiaire à la FDJ-BigMat à partir du mois d'août 2012. Lors de la première étape du Tour du Limousin 2012, il s'extrait du peloton, avec une quinzaine d'autres coureurs, dans la dernière bosse de la journée. Les échappés s'expliquent entre eux pour la victoire d'étape et Sepúlveda termine troisième du sprint à l'arrivée.

### Carrière professionnelle
Les bonnes performances réalisées en 2012 lui permettent de signer un contrat avec la formation Bretagne-Séché Environnement  et de devenir professionnel en 2013.
Il commence la saison 2014 en terminant sixième du Tour de San Luis, quatrième du Tour méditerranéen et cinquième du Critérium international. Insuffisamment remis d'une blessure, il ne peut pas participer au Tour de France. Il prolonge son contrat d'un an avec la formation bretonne au second semestre de l'année 2014.
En 2015, il reprend la compétition sur le Tour de San Luis, où il se classe quatrième du classement général. En juillet, il est sélectionné en tant que leader pour disputer son premier Tour de France. Lors de la 14e étape, alors qu'il occupe la 19e place du général, il est mis hors-course après être monté dans la voiture de l'équipe Ag2r La Mondiale sur une centaine de mètres. Vainqueur en septembre du Tour du Doubs, il est sélectionné par l'Argentine pour participer au contre-la-montre et à la course en ligne des championnats du monde sur route. Une chute lors de la Coppa Agostoni lui entraîne une fracture du péroné droit, ce qui l'amène à renoncer à ces championnats du monde.
En 2016, l'équipe Bretagne-Séché Environnement est renommée Fortuneo-Vital Concept. Eduardo Sepúlveda reprend la compétition lors du Tour de San Luis, il y remporte la quatrième étape avant de terminer deuxième du classement général. Lors de la Drôme Classic à la fin du mois de février, il se blesse en raison d'un contact avec une barrière projetée par le vent. Atteint notamment de fractures à un radius et un scaphoïde, il est privé de compétition pour une période estimée de deux à trois mois. Il reprend la compétition lors du Tour de Luxembourg le 1er juin. Il est retenu pour participer à son deuxième Tour de France en juillet dont il est l'un des favoris pour le maillot blanc, classement duquel il finit huitième. Il n'a pas pu être au niveau attendu, en raison d'une chute et d'une maladie pendant la course. Participant aux Jeux Olympiques, il termine 37e de l'épreuve en ligne et 26e sur le contre-la-montre. Sur la fin de saison, il se distingue sur le Tour du Doubs en septembre, échouant au pied du podium.
Il débute de nouveau sa saison 2017 sur les routes d'Argentine et connait son premier résultat fin février sur la Classic Sud Ardèche (4e). Il participe une nouvelle fois au Tour de France, en tant que leader de son équipe. Mais, encore une fois, il ne peut se dévoiler en raison d'une violente chute. Il termine la course à la 65e place. Au mois d'août la presse sportive annonce que l'Argentin quitte la formation Fortuneo-Oscaro pour rejoindre l'équipe espagnole Movistar d'Alejandro Valverde.

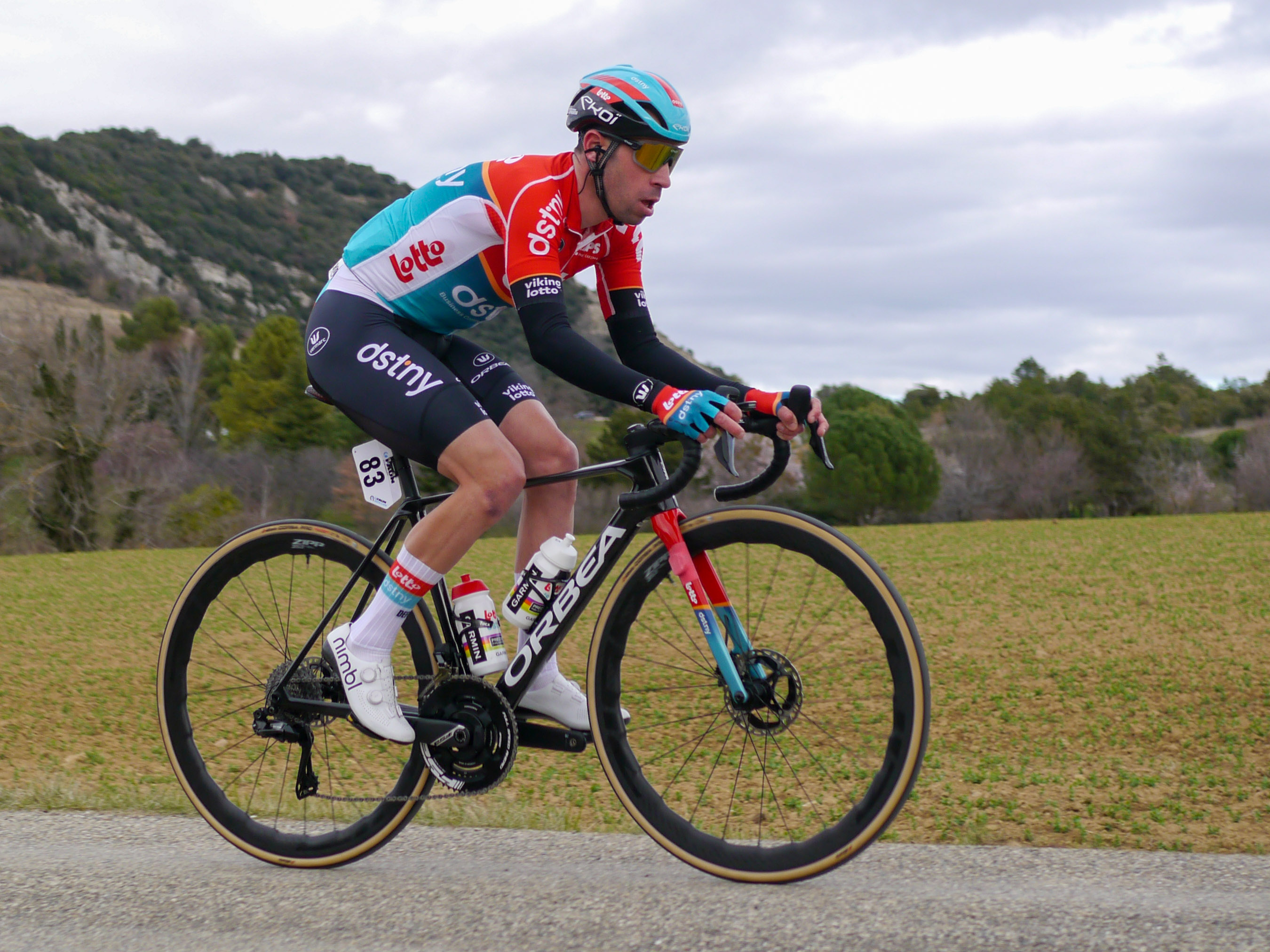
Sepúlveda a l'Ardèche Classic 2024.

En novembre 2022, Lotto-Soudal, devenant Lotto-Dstny en 2023, annonce le recruter avec un contrat d'une saison. Le 28 août 2023, il endosse le maillot à pois du classement de la montagne du Tour d'Espagne en étant deuxième de ce classement derrière Remco Evenepoel déjà porteur du maillot rouge. Le lendemain, il prend des points supplémentaires lors d'une échappée et prend la tête de ce classement de meilleur grimpeur. Il devient le premier Argentin à revêtir un maillot distinctif lors d'un grand tour. Il le perd au profit de Jesús Herrada à l'issue de la onzième étape. Quelques jours après la fin de cette Vuelta, Lotto Dstny annonce l'extension de son contrat jusqu'en fin d'année 2025.

## Palmarès sur route

### Palmarès amateur
- 2008
  -  Champion d'Argentine du contre-la-montre juniors
- 2011
  -  Champion d'Argentine du contre-la-montre espoirs
  - 3e étape de la Doble Crespo (contre-la-montre)
  - 3e du Gran Premio San Antolín
  - 3e du San Roman Saria
- 2012
  -  Champion panaméricain du contre-la-montre espoirs
  - 2e étape du Tour du Jura (contre-la-montre)
  - 4e étape du Tour de Franche-Comté
  - 2e du ZLM Tour
  -  Médaillé de bronze du championnat panaméricain du contre-la-montre
- 2013
  - 10e du championnat du monde du contre-la-montre espoirs

### Palmarès professionnel
| - 2015 - Classic Sud Ardèche - Tour du Doubs - 2e du Tour de Turquie - 2016 - 4e étape du Tour de San Luis - 2e du Tour de San Luis - 2019 - 2e du Tour d'Autriche - 2021 - 3e du Tour de Turquie | - 2022 - 4e étape du Tour de Turquie - 3e du Tour de Turquie - 2023 - Tour de Castille-et-León : - Classement général - 2e étape - Médaillé d'argent de la course en ligne aux Jeux panaméricains |  |

### Résultats sur les grands tours

#### Tour de France
4 participations
- 2015 : disqualifié (14e étape)
- 2016 : 59e
- 2017 : 65e
- 2025 : 122e

#### Tour d'Italie
4 participations
- 2018 : 96e
- 2020 : 57e
- 2021 : 47e
- 2022 : 76e

#### Tour d'Espagne
2 participations
- 2023 : 102e
- 2024 : 86e

### Classements mondiaux
| Année                                 | 2011 | 2012 | 2013 | 2014 | 2015 | 2016 | 2017 | 2018  | 2019 | 2020  | 2021 | 2022 | 2023 | 2024 |
| ------------------------------------- | ---- | ---- | ---- | ---- | ---- | ---- | ---- | ----- | ---- | ----- | ---- | ---- | ---- | ---- |
| UCI World Tour                        |      |      |      |      |      | nc   | nc   | 254e  |      |       |      |      |      |      |
| Classement mondial                    |      |      |      |      |      | 327e | 588e | 1146e | 534e | 1054e | 232e | 265e | 340e | nc   |
| UCI Europe Tour                       | nc   | 341e | 485e | 189e | 23e  | 571e | 453e | 1553e |      |       |      |      |      |      |
| UCI Asia Tour                         | nc   | nc   | nc   | nc   | nc   | 221e | nc   | nc    |      |       |      |      |      |      |
| UCI America Tour                      | 211e | 108e | nc   | 175e | 89e  | 41e  | 235e | 427e  | 55e  | 86e   | 18e  | 19e  | 32e  | 55e  |
|                                       |      |      |      |      |      |      |      |       |      |       |      |      |      |      |
| Légende : nc = non classéSource : UCI |      |      |      |      |      |      |      |       |      |       |      |      |      |      |

## Palmarès sur piste

### Championnats du monde
- Saint-Quentin-en-Yvelines 2015
  - 13e de la poursuite par équipes

### Coupe du monde
- 2014-2015
  - 3e de la course aux points à Londres

### Jeux panaméricains
- Guadalajara 2011
  -  Médaillé de bronze de la poursuite par équipes

### Championnats panaméricains
- Aguascalientes 2010
  -  Médaillé de bronze de la poursuite individuelle
- Mexico 2013
  -  Médaillé d'or de la poursuite individuelle
  -  Médaillé d'or de la poursuite par équipes
  -   Médaillé d'argent de l'américaine (avec Walter Pérez)
- Aguascalientes 2014
  - Sixième de la poursuite individuelle[12]
  - Sixième de la course aux points[13]